# Església de Sant Pere dels Arquells
L'església de Sant Pere dels Arquells és un edifici del poble de Sant Pere dels Arquells, al municipi de Ribera d'Ondara (Segarra) declarada bé cultural d'interès nacional.

## Descripció
És un edifici situat en un costat de la plaça de l'Església del poble, de planta rectangular, d'una sola nau coberta amb volta d'aresta amb claus, capelles laterals bastides en els murs i capçalera amb absis. Presenta una coberta a doble vessant i campanar d'espadanya que sobresurt del la mateixa estructura de l'absis. L'actual porta d'accés es troba al mur de migjorn i se'ns presenta amb pilastres a banda i banda adossades al mur, de les quals arranca un arc de mig punt. A la clau de l'arc hi ha un relleu amb el símbol papal i unes claus, i per sobre la data "1867". La porta culmina amb un frontó perfectament definit gràcies a una motllura que el ressegueix.
La pica d'aigua beneïda és feta de pedra i es troba abandonada a l'exterior de l'església. Presenta un costat foradat, cosa que sembla indicar que havia estat adossada al mur. Té un brocal en forma de cornisa, una faixa excavada i decorada amb volutes, i una segona cornisa; en conjunt delimiten la part superior de la pica. Una vintena de sòcols limiten uns relleus en forma de lòbuls.

## Història
L'església de Sant Pere dels Arquells fou fins al 1835 el centre de la prepositura o priorat del mateix nom, que havia estat creat el 1100 per Ramon Guillem d'Òdena, el qual donà al monestir de Santa Maria de l'Estany l'església de Sant Pere, fundada pel seu pare l'any 1086, amb la condició que els de l'Estany instal·lessin als Arquells una comunitat prioral sota la regla de Sant Agustí.
El que en subsisteix avui no evidencia en res l'antiga fundació, tot i que, incertament, hom hi podria relacionar les restes d'una pica beneïtera
De fet és fins al segle xiv que la Prepositura gaudeix d'una certa prosperitat, ja que les visites pastorals del segle xiv confirmen un progressiu esllanguiment de la fundació, que és molt clar ja en el segle xvi, moment en què a causa de la secularització dictada pel papat passà a dependre del monestir de Montserrat (1592) i fou regida per monjos amb títol de paborde, fins al 1835.